# 2000-es Formula–1 japán nagydíj
A 2000-es Formula–1 világbajnokság tizenhatodik futama a japán nagydíj volt.

## Futam
|    | Rsz. | Versenyző             | Csapat             | Körök | Idő/Kiesések  | Start | Pontok |
| -- | ---- | --------------------- | ------------------ | ----- | ------------- | ----- | ------ |
| 1  | 3    | Michael Schumacher    | Ferrari            | 53    | 1h29:53.435   | 1     | 10     |
| 2  | 1    | Mika Häkkinen         | McLaren-Mercedes   | 53    | +1.837        | 2     | 6      |
| 3  | 2    | David Coulthard       | McLaren-Mercedes   | 53    | +1:09.914     | 3     | 4      |
| 4  | 4    | Rubens Barrichello    | Ferrari            | 53    | +1:19.191     | 4     | 3      |
| 5  | 10   | Jenson Button         | Williams-BMW       | 53    | +1:25.694     | 5     | 2      |
| 6  | 22   | Jacques Villeneuve    | BAR-Honda          | 52    | +1 Kör        | 9     | 1      |
| 7  | 8    | Johnny Herbert        | Jaguar-Cosworth    | 52    | +1 Kör        | 10    |        |
| 8  | 7    | Eddie Irvine          | Jaguar-Cosworth    | 52    | +1 Kör        | 7     |        |
| 9  | 23   | Ricardo Zonta         | BAR-Honda          | 52    | +1 Kör        | 18    |        |
| 10 | 17   | Mika Salo             | Sauber-Petronas    | 52    | +1 Kör        | 19    |        |
| 11 | 16   | Pedro Diniz           | Sauber-Petronas    | 52    | +1 Kör        | 20    |        |
| 12 | 18   | Pedro de la Rosa      | Arrows-Supertec    | 52    | +1 Kör        | 13    |        |
| 13 | 6    | Jarno Trulli          | Jordan-Mugen-Honda | 52    | +1 Kör        | 15    |        |
| 14 | 11   | Giancarlo Fisichella  | Benetton-Playlife  | 52    | +1 Kör        | 12    |        |
| 15 | 21   | Gastón Mazzacane      | Minardi-Fondmetal  | 51    | +2 Kör        | 22    |        |
| Ki | 20   | Marc Gené             | Minardi-Fondmetal  | 46    | Motorhiba     | 21    |        |
| Ki | 9    | Ralf Schumacher       | Williams-BMW       | 41    | Kicsúszás     | 6     |        |
| Ki | 15   | Nick Heidfeld         | Prost-Peugeot      | 41    | Felfüggesztés | 16    |        |
| Ki | 12   | Alexander Wurz        | Benetton-Playlife  | 37    | Kicsúszás     | 11    |        |
| Ki | 5    | Heinz-Harald Frentzen | Jordan-Mugen-Honda | 29    | Hidraulika    | 8     |        |
| Ki | 14   | Jean Alesi            | Prost-Peugeot      | 19    | Motorhiba     | 17    |        |
| Ki | 19   | Jos Verstappen        | Arrows-Supertec    | 9     | Elektronika   | 14    |        |

## A világbajnokság élmezőnyének állása a verseny után
| H  | Versenyzők         | Pont | H  | Konstruktőrök     | Pont |
| -- | ------------------ | ---- | -- | ----------------- | ---- |
| 1. | Michael Schumacher | 98   | 1. | Ferrari           | 156  |
| 2. | Mika Häkkinen      | 86   | 2. | McLaren-Mercedes  | 143  |
| 3. | David Coulthard    | 67   | 3. | Williams-BMW      | 36   |
| 4. | Rubens Barrichello | 58   | 4. | Benetton-Playlife | 21   |
| 5. | Ralf Schumacher    | 24   | 5. | BAR-Honda         | 18   |

- Megjegyzés: A McLaren csapat nem kapta meg azt a 10 pontot, amit Häkkinen szerzett az osztrák nagydíjon, mert a finn autójának az adatrögzítőjéről hiányzott az egyik plomba.

## Statisztikák
Vezető helyen:
- Mika Häkkinen: 33 (1-21 / 25-36)
- Michael Schumacher: 19 (22-23 / 37-53)
- David Coulthard: 1 (24)

Michael Schumacher 43. győzelme, 31. pole-pozíciója, Mika Häkkinen 21. leggyorsabb köre.
- Ferrari 134. győzelme.